# 舟崎靖子
舟崎 靖子（ふなざき やすこ、1944年5月17日 -2020年2月7日）は、日本の詩人、児童文学作家。
別筆名として童謡・詩で近江 靖子（おうみ やすこ）、小説・随筆で村上 靖子（むらかみ やすこ）。長女の舟崎真理との共著もある。

## 略歴
神奈川県小田原市生まれ。祖父は東京帝国大学卒の弁護士だった。
マラソン選手志望だったが、川村短期大学英文学科在学中に落馬事故で自宅療養生活を余儀なくされ、病床で読書に耽る。1964年、療養中に書いた童謡「うたう足の歌」で第9回日本レコード大賞童謡賞を史上最年少受賞する。同年、当時学習院大学1年生だった舟崎克彦の第1詩集『いもむしの詩』（栄光社、自費出版）を買ったことがきっかけで、克彦と知り合う。高田敏子に師事し、克彦と共に高田主宰の同人誌に参加する。1965年、詩集『ポテトチップ館』を刊行する。
1968年秋、克彦と結婚。1969年に長女を出産。
1971年、克彦との共著『トンカチと花将軍』を福音館書店から刊行し、児童文学作家としてデビュー。1972年に長男を、1976年に次女を出産。
1978年、『ひろしのしょうばい』（偕成社）で第25回サンケイ児童出版文化賞を受賞。
後に克彦と離婚するが共同の仕事は続ける。
1984年、絵本『やいトカゲ』（渡辺洋二絵、あかね書房）により絵本にっぽん賞、『とべないカラスととばないカラス』により赤い鳥文学賞を受賞。
1986年、村上靖子の筆名でエッセイ集『わが命の輝ける時』を刊行する。1993年、『亀八』により第33回日本児童文学者協会賞および第40回サンケイ児童出版文化賞を受賞。

## 著書
- 『ポテトチップ館 詩集』（近江靖子名義、昭森社） 1965年
- 『あくびおばけ』（阿部隆夫絵、国土社） 1972年
- 『せんたくねずみ』（舟崎克彦絵、講談社） 1975年
- 『おたん生日はこわいこわい』（舟崎克彦絵、小学館、3年の読み物特集） 1975年
- 『おりょうりのもり』（野田亜人画、小学館） 1976年
- 『森のはずれシャックリのボウケン』（舟崎克彦絵、偕成社） 1976年、のち文庫
- 『いさむのかばん』（上野紀子絵、偕成社） 1977年
- 『ひろしのしょうばい』（舟崎克彦絵、偕成社） 1977年
- 『王様の耳はタダの耳 舟崎靖子+長新太のパロディ・パロディ』（文化出版局） 1978年、のちポプラ社文庫
- 『しっぽのブンブン』（舟崎克彦絵、ポプラ社） 1978年
- 『にんじゃごっこ』（佐野洋子絵、あかね書房） 1978年、のちポプラ社文庫（橋本淳子絵）
- 『魔法の時間です』（舟崎克彦絵、ポプラ社） 1978年、のち文庫
- 『やすこってばかだな』（舟崎克彦絵、旺文社） 1978年
- 『エプロンのはな』（渡辺洋二絵、秋書房） 1979年
- 『ぼくらのやくそく』（黒井健絵、小峰書店） 1979年
- 『もりでみつけたおともだち』（建石修志絵、偕成社） 1979年
- 『あなたはだぁれ』（かみやしん絵、大日本図書） 1980年
- 『王さまにもにも』（矢吹申彦絵、サンリード） 1980年
- 『ジロリのはさみ』（長谷川知子画、小学館） 1980年
- 『11わる4…』（矢吹申彦絵、筑摩書房） 1981年、のち偕成社文庫
- 『せんたくねずみ』（かみやしん絵、講談社） 1981年
- 『六つのガラス玉 短編集』（上野紀子画、あかね書房） 1981年、のちポプラ社文庫
- 『わすれものですよ』（上野紀子絵、佼成出版社） 1981年
- 『草花あそび』（奥山ひさし写真・詩、小学館） 1982年
- 『ネズミさんこっちをむいて』（建石修志絵、偕成社） 1982年
- 『メアリー』（長谷川集平絵、文研出版） 1982年
- 『手のひらのねこ』（小泉孝司絵、偕成社） 1983年
- 『うちゅうせんのまどから』（宮本忠夫画、佼成出版社） 1984年
- 『おれ、あいつとあそばない』（渡辺有一絵、ポプラ社） 1984年
- 『小さいたねみつけた』（かみやしん絵、偕成社） 1984年
- 『とべないカラスととばないカラス』（上野紀子絵、ポプラ社、わたしの動物記） 1984年
- 『はりねずみのパチパチおばさん』（舟崎克彦絵、ポプラ社） 1984年
- 『やいトカゲ』（渡辺洋二絵、あかね書房） 1984年
- 『あんちゃん』（伊勢英子絵、ポプラ社） 1985年
- 『おしえて、ピーマン キジとくらしたわたしの日記』（かみやしん絵、偕成社、わたしのノンフィクション） 1985年
- 『さよならピーマン わたしと暮らしたキジの120日』（副島泰写真、講談社） 1985年
- 『ゆかいなのみのパピプペポ』（中野弘隆絵、講談社） 1986年
- 『わが命の輝ける時』（村上靖子名義、講談社） 1986年
- 『はるのものみんな』（宮本忠夫絵、小峰書店） 1987年
- 『川のほとり』（渡辺洋二絵、小峰書店、赤い鳥文庫） 1988年
- 『ちさとちゃんあそぼ』（緒方直絵、佼成出版社） 1988年
- 『モグラさんとカエルさんのおはなしです』（かみやしん絵、小峰書店） 1988年
- 『星空の紙飛行機 今は亡き友へ綴った40通の手紙』（村上靖子名義、講談社） 1989年
- 『楽園の風が吹いている』（村上靖子名義、講談社） 1989年
- 『さよなら夢の町』（宮本忠夫絵、ほるぷ出版） 1991年
- 『亀八』（かみやしん絵、偕成社） 1992年
- 『スズちゃんとネコとぼく』（西川おさむ絵、偕成社） 1993年
- 『春をまつ本』（司修絵、ポプラ社） 1993年
- 『とんぼがかいたへんな地図』（大島妙子絵、あかね書房） 1994年
- 『ないしょばなし 私が五つの時、弟が生まれた。』（村上靖子名義、原田泰治絵、グループ・風） 1994年
- 『も・いちどあ・そ・ぼ』（松井しのぶ絵、小学館） 1996年
- 『1ねんサルぐみへようこそ!』（小泉るみ子絵、ポプラ社） 1997年
- 『おーいぼく風になったよ』（梅田俊作絵、ベネッセコーポレーション） 1997年
- 『どのくらいおおきいかっていうとね』（西川おさむ絵、偕成社） 2000年
- 『まいごになったプレゼント 野うさぎのラララ』（舟崎克彦画、理論社） 2001年

### 「もりはおもしろランド」
（偕成社）
- 『もりのゆうびんきょく』（舟崎克彦絵） 1977年
- 『もりのおかしやさん』（舟崎克彦絵） 1979年
- 『もりのじてんしゃやさん』（舟崎克彦絵） 1980年
- 『もりのおもちゃやさん』（舟崎克彦絵） 1983年
- 『もりのはいしゃさん』（舟崎克彦絵） 1983年
- 『もりのとけいやさん』（舟崎克彦絵） 1984年
- 『もりのレストラン』（舟崎克彦絵） 1984年
- 『もりのクリーニングやさん』（舟崎克彦絵） 1985年
- 『もりのおべんとうやさん』（舟崎克彦絵） 1986年
- 『もりのほんやさん』（舟崎克彦絵） 1987年
- 『もりのアイスクリームやさん』 1988年
- 『もりのサンドイッチやさん』 1990年
- 『もりのぎんこう』（奈良坂智子絵） 1992年
- 『もりのピザやさん』（奈良坂智子絵） 1994年
- 『もりのスパゲッティやさん』（奈良坂智子絵） 1996年

### 共著
- 『スカンクプイプイ』（舟崎克彦共著、舟崎克彦絵、あかね書房） 1971年
- 『トンカチと花将軍』（舟崎克彦共著、福音館書店） 1971年、のち講談社文庫、フォア文庫、福音館文庫
- 『野ウサギのラララ』（舟崎克彦共著、舟崎克彦画、理論社） 1997年

#### 「かぼちゃ畑三ちょうめ」
（舟崎真理共著、黒井健絵、ポプラ社）
- 『たぬきのえきちょうさん』 1986年
- 『あなぐまさんのりょこうかばん』 1987年
- 『かえるのしゃちょうさん』 1987年
- 『あなぐまさんのてんらんかい』 1989年
- 『やまねこさんのたからもの』 1990年

## 翻訳
- 『よわむしハリー』（バイロン・バートン、ポプラ社） 1976年
- 『はしって! アレン』（クライド＝ロバート＝ブラ、市川里美絵、偕成社） 1980年
- 『きこえるきこえる』（マリー・ホール・エッツ、らくだ出版） 1981年
- 『ボルペニーおじさんのいっちょやってみよう』（ジョン・バウカー、平野琳人絵、国土社） 1983年

### ディック・ブルーナ
- 『おおきくなったら』（ディック＝ブルーナ、講談社） 1981年
- 『かぞえてみよう 1～12』（ディック＝ブルーナ、講談社） 1981年
- 『かぞえてみよう 13～24』（ディック＝ブルーナ、講談社） 1981年
- 『ちいさなふなのりのぼうけん』（ディック＝ブルーナ、講談社） 1981年
- 『ひとりでできるよ』（ディック＝ブルーナ、講談社） 1981年
- 『ぼくがいっぱい』（ディック＝ブルーナ、講談社） 1981年
- 『ミッフィーのゆめ』（ディック＝ブルーナ、講談社） 1981年
- 『みんなでいくつ』（ディック＝ブルーナ、講談社） 1981年
- 『りんごちゃん』（ディック＝ブルーナ、講談社） 1981年
- 『クリスマスってなあに』（ディック＝ブルーナ、講談社） 1982年